# Capnura anas
Capnura anas är en bäcksländeart som beskrevs av Nelson, C.R. och Baumann 1987. Capnura anas ingår i släktet Capnura och familjen småbäcksländor. Inga underarter finns listade i Catalogue of Life.